# Naja-egípcia
Naja-egípcia (nome científico: Naja haje) é uma espécie de naja nativa do norte e centro da África e da Arábia, sendo uma das maiores najas.

## Descrição
A naja-egípcia tem entre 1,5 e 2,4 metros de comprimento. As características mais reconhecíveis de uma cobra egípcia estão na sua cabeça. A cabeça é grande e achatada, com um focinho largo. Os olhos da cobra são grandes com pupilas redondas. Sua garganta pode variar de 15 a 18 centímetros. A cor é variável, mas a maioria dos exemplares são algumas tonalidades de marrom, muitas vezes com manchas mais claras ou mais escuras, e muitas vezes uma "gota" embaixo do olho. As espécies do noroeste da África (Marrocos, Saara Ocidental) são quase inteiramente pretas.

## Distribuição
Está distribuído em toda a Arábia, Deserto do Saara, Chifre da África e República Democrática do Congo.

## Habitat
A naja-egípcia normalmente vive em savana seca e as regiões semidesérticas com pelo menos um pouco de água. A naja também podem ser encontradas em oásis, terreno agrícola, morros com vegetação esparsa e gramados. Essas cobras não têm medo dos seres humanos e geralmente entram nas casas. Elas são atraídas para as aldeias humanas por galinhas e ratos que são atraídos pelo lixo. Há também relatos que essas najas nadam no mar Mediterrâneo.

## Comportamento
A naja-egípcia é silvestre, terrestre e noturna, embora em cativeiro elas pareçam ter hábitos diurnos. Pode, no entanto, ser visto sob o sol, muitas vezes no início da manhã. A espécie mostra uma preferência por um lar permanente em tocas de animais abandonados, cupinzeiros ou afloramentos de rocha e outros, às vezes entrando em habitações humanas para caçar aves domésticas. Geralmente, elas fogem, mas se ameaçada ela assume a postura ereta típica. Suas presas são pequenos mamíferos, lagartos, sapos, cobras e outros.

## Veneno

Naja Egípcia (Boca)

O veneno da naja-egípcia é neurotóxico, com quantidade média de veneno normalmente atinge aos 175–200 mg em uma única mordida. Seu veneno afeta o sistema nervoso, interrompendo que os sinais nervosos sejam transmitidos para os músculos e em fases posteriores parando os que foram transmitidos para o coração e os pulmões, causando a morte devido à parada cardiorrespiratória. O envenenamento provoca dor local, inchaço grave, contusões, bolhas, necrose e uma variável de efeitos não-específicos, que podem incluir dores de cabeça, náuseas, vômitos, dor abdominal, diarréia, tontura, desmaio ou convulsão, juntamente com moderada possível paralisia flácida grave. Ao contrário de outras cobras africanas, esta espécie não cospe veneno.

## Taxonomia
O nome da espécie haje é a transliteração do árabe حية que significa cobra ou víbora. A Naja annulifera e Naja anchietae foram anteriormente considerados como subespécies de Naja haje, porém atualmente são classificadas como espécies distintas. A população árabe era há muito reconhecido como uma subespécie separada, Naja haje arabica, e a população marroquina, por sua vez, como Naja haje legionis. Um estudo recente concluiu que a cobra árabe constitui uma espécie separada, Naja arabica, enquanto a subespécie legionis é sinônimo com N. haje. O mesmo estudo identificou também as populações do cerrado da África Ocidental como uma espécie separada e descreveu-o como Naja senegalensis.

Naja Egípcia (parte superior)

### Sinonímia
- Cerastes candidus Laurenti 1768
- Coluber caecus Gmelin 1788
- Coluber candidissimus Lacépède 1789
- Coluber naja Linnaeus 1758: 221
- Coluber rufus Gmelin 1788
- Naja ceylonicus Osorio E Castro & Vernon 1989
- Naja fasciata Laurenti 1768
- Naja lutescens Laurenti 1768
- Naja maculata Laurenti 1768
- Naja naja Stejneger 1907
- Naja nigra Gray 1830
- Naja non-naja Laurenti 1768
- Naja tripudians Merrem 1820
- Uraeus haje Wallach et al. 2009
- Vipera haje Daudin 1803

## Subespécies
- Naja haje anchietae Mertens 1937
- Naja haje arabica Haas 1957
- Naja haje haje Linnaeus 1758
- Naja haje legionis Valverde 1989

## História

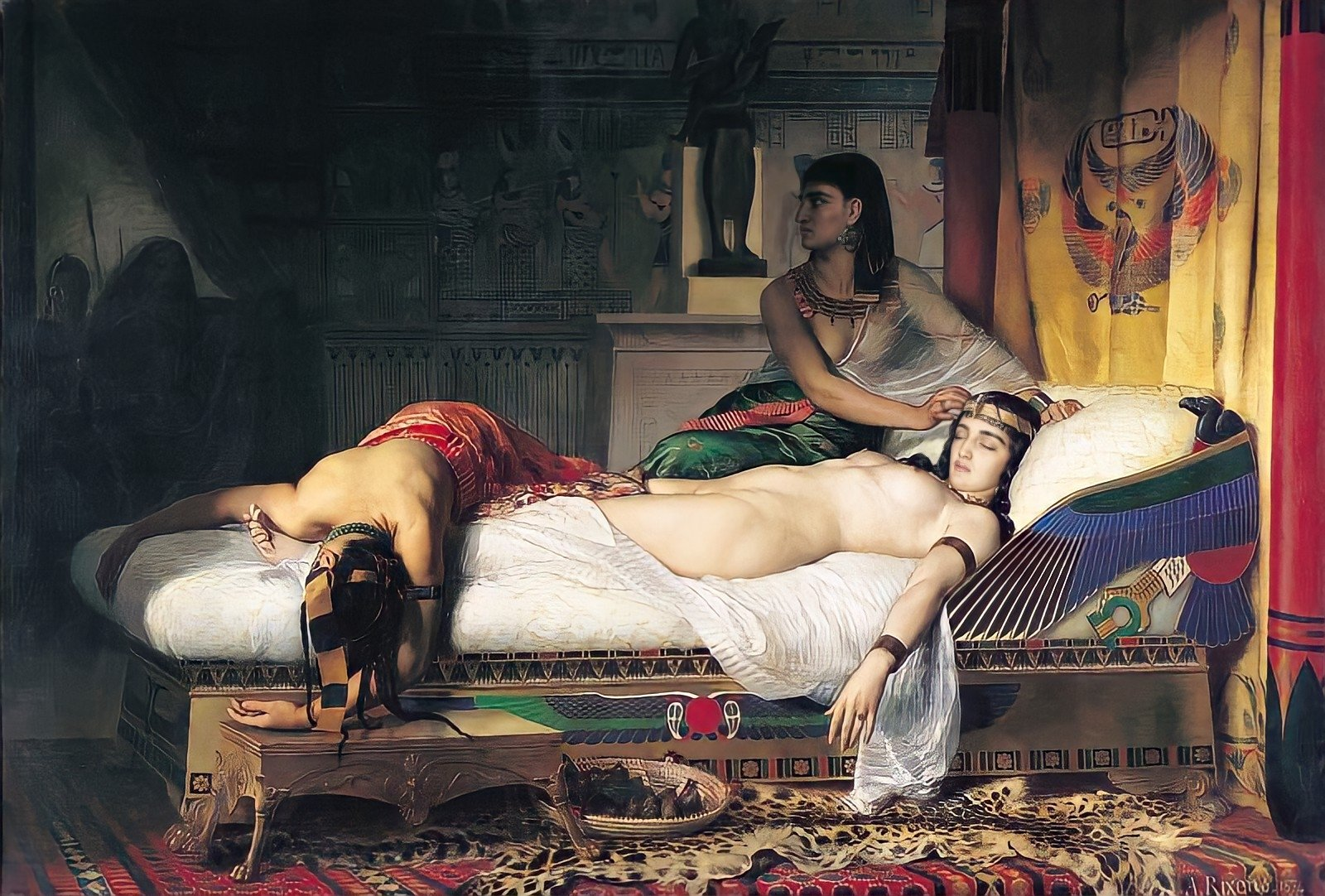
Jean-André Rixens: A Morte de Cleópatra (1874)

A naja-egípcia era representada na mitologia egípcia pela deusa (com cabeça de cobra) Mereteseguer. Uma naja-egípcia - sob a forma do ureu representando a deusa Uto - era o símbolo de soberania para os faraós, que a incorporou no seu diadema. Esta iconografia foi continuado durante o período helenístico no Egito (305–30 a.C.).
A maioria das fontes antigas dizem que a Cleópatra e seus dois assistentes cometeram suicídio por terem sido mordidos por uma víbora, que se traduz em inglês como "asp". A cobra teria sido contrabandeada para o seu quarto em uma cesta de figos. Plutarco escreveu que ela realizou experimentos em prisioneiros condenados e encontrou o veneno mais indolor de todos os venenos mortais. Esta víbora provavelmente teria sido a naja egípcia.